# Чудовището от Брей Роуд
Звярът от Брей Роуд е същество за което е съобщено още през 1970-1980 г., когато на селски път край Уисконсин било наблюдавано странно животно. С това се и изчерпали наблюденията до 1990 г. когато отново било забелязано съществото този път край Илинойс.

## Описание
В своята книга „На лов за американския върколак“ Линда Годфри го описва като подобно на Голямата стъпка но с глава на вълк. Тя се води по описания на очевидци.